# Liptena intermedia
Liptena intermedia är en fjärilsart som beskrevs av Karl Grünberg 1911. Liptena intermedia ingår i släktet Liptena och familjen juvelvingar. Inga underarter finns listade i Catalogue of Life.